# 지구촌 영상세계
《지구촌 영상세계》는 대한민국의 KBS에서 1992년 4월 13일부터 1997년 3월 1일까지 방송된 교양 프로그램이다.

## 기획 의도
세계 각국의 다양한 영상음악과 이벤트에 대한 올바른 수용과 국악의 대중문화에 대한 영상개발을 통해 나날이 변화하는 시청자의 다양한 영상기호에 부응하기 위한 프로그램이다.

## 역사
- 1992년 4월 13일 첫 방송 (원래는 지구촌 영상음악이었음)
- 1995년 5월 13일 지구촌 영상세계 프로그램 변경.
- 1997년 3월 1일 마지막 방송

## 참고 사항
- 정보통신기술 발달로 인터넷 · 웹하드(와레즈) · 유튜브 등장하는 이전 시기에 방영분이다.

## 같이 보기
- 해외